# Cerano d'Intelvi
Cerano d'Intelvi es una localidad y comune italiana de la provincia de Como, región de Lombardía, con 564 habitantes.

## Evolución demográfica
| Gráfica de evolución demográfica de Cerano d'Intelvi entre 1861 y 2001 |
|                                                                        |
| Fuente ISTAT - elaboración gráfica de Wikipedia                        |